# DD/MM/YYYY
DD/MM/YYYY fue una banda canadiense de indie experimental proveniente de Toronto. Son conocidos por lo abstracto de su música, la cual incluye el uso de instrumentos no convencionales y combinaciones de ahí, ritmos cambiantes y cambios en sus roles.

## Carrera
La banda está formado por exmiembros de las bandas de Toronto Plant the Bomb, The Viking Club y The Newfound Interest de Connecticut. Los miembros de la banda son:
- Mike Claxton
- Tomas Del Balso
- Jordan Holmes
- Matt King
- Moshe Rozenberg

## Discografía
- 2004: The World is so Unreal (dividido con Panserbjorne on Culture Industry Records)
- 2005: Blue Screen of Death (We Are Busy Bodies Records)
- 2006: "Sell Me Virginity" (Sencillo de 7" en compilado de Out of Touch Records)
- 2007: Are They Masks? (We Are Busy Bodies Records)
- 2008: 777 inch (Out of Touch Records)
- 2009: "Split 7" (split with Child Bite Dyspepsidisc/Wham City Records)
- 2009: Black Square (CD/LP, We Are Busy Bodies (Canada); LP, Deleted Art (Europe); Cassette, Impose Records (U.S.A) )
- 2010: "Blue Screen Of Death" (Relanzamiento de 12" y combo de 7", Itchy Roof Records)

### Sencillos
- Imagine de Are They Masks? Video musical por Humble Empire.
- Infinity Skull Cube de Black Square Video musical por Jesi The Elder.